# Torneo Reclasificatorio Femenino 2022
Con el fin de aumentar el número de equipos de la Liga Nacional Superior de Voleibol Femenino 2022-23 de 10 a 12 participantes, la Federación Peruana de Voleibol (FPV) organizó el Torneo Reclasificatorio Femenino 2022, el cual otorgó tres cupos para la LNSV 2022-23.      
El torneo contó con la participación de siete equipos de cuatro regiones del Perú: cuatro clubes de Lima, uno de Arequipa, uno de San Martín y uno de Áncash, y se realizó del 19 al 24 de julio en el Coliseo El Olivar de Jesús María.
En la Primera Fase del torneo, se disputaron dos series de todos contra todos. La Serie A estuvo conformada por Universidad San Martín de Porres (Lima), Real Mariscal Cáceres (Lima), Atlético Faraday (Arequipa) y Sumak Selva (San Martín); mientras que la Serie B fue integrada por Asociación Cultural Deportiva Túpac Amaru (Lima), Sport Performance (Lima) y Los Brillantes (Áncash). Los dos primeros de cada serie avanzaron al Cuadrangular Final, que definió los tres equipos que ascendieron a la LNSV 2022-23.  
Tras seis jornadas de competencia, los equipos Universidad San Martín de Porres (Lima), ACD Túpac Amaru (Lima) y Sumak Selva (Tarapoto) lograron el ascenso a la Liga Nacional Superior de Voleibol Femenino 2022-23, que comenzará el 17 de enero de 2023 y que contará nuevamente con un equipo que no es de Lima o del Callao.   
Revalidación anulada
De otro lado, con la organización de este Torneo Reclasificatorio, la Federación dejó sin efecto el partido de Revalidación que debía jugar Grupo Soan contra el subcampeón de la Liga Nacional Intermedia de Voley 2022. De esta manera, Grupo Soan es el noveno equipo en mantener su categoría en la LNSV 2022-23. 
Sin descenso a la LNIV
Asimismo, la Federación dejó sin efecto el descenso directo de la USMP a la Liga Nacional Intermedia de Voley 2022, permitiéndole participar de este Torneo Reclasificatorio, pese a terminar en la última posición de la LNSV 2021-22. La USMP solo habría descendido a la LNIV 2022 si es que no lograba ubicarse entre los tres mejores equipos del Torneo Reclasificatorio.          

## Equipos participantes
| N.º | Clubes                | Regiones   | Entrenadores      | Capitanas         |
| --- | --------------------- | ---------- | ----------------- | ----------------- |
| 1   | USMP                  | Lima       | Vinícius Gamino   | Alexandra Machado |
| 2   | Real Mariscal Cáceres | Lima       | Davide Bozzano    | Liahona Flores    |
| 3   | ACD Túpac Amaru       | Lima       | José Castillo     | Alondra Alarcón   |
| 4   | Sport Performance     | Lima       | Antonio Carrasco  | Carol Angulo      |
| 5   | Atlético Faraday      | Arequipa   | Juan Casillas     | Lorena Molina     |
| 6   | Sumak Selva           | San Martín | Maxwell Bartra    | Leiry Jiménez     |
| 7   | Los Brillantes        | Áncash     | Luis Inga Pajuelo | Karolay Flores    |

## Transferencias destacadas
| N.° | Jugadora/Técnico | Posición    | Club anterior     | Nuevo club      |
| --- | ---------------- | ----------- | ----------------- | --------------- |
| 1   | Vinícius Gamino  | Entrenador  | Bluvolei Blumenau | USMP            |
| 2   | Jessenia Uceda   | Receptora   | Dep. Alianza      | USMP            |
| 3   | Shanaiya Ayme    | Receptora   | USMP              | Latino Amisa    |
| 4   | Mabel Olemar     | Receptora   | Rennes EC         | USMP            |
| 5   | Sandra Guibert   | Opuesta     | Star Net          | ACD Túpac Amaru |
| 6   | Zoe Mafla        | Levantadora | Universitario     | ACD Túpac Amaru |

## Primera Fase

### Serie A
La Serie A contó con la participación de cuatro equipos: Universidad San Martín de Porres, Real Mariscal Cáceres, Atlético Faraday y Sumak Selva. Los cuatro equipos jugaron una ronda de todos contra todos; los dos mejores pasaron a la Segunda Fase. 

#### Clasificación
| Pos. | Equipos               | Puntajes | Partidos | Partidos | Partidos | Resultados | Resultados | Resultados | Resultados | Resultados | Resultados | Sets | Sets | Sets  | Puntos | Puntos | Puntos | Detalle                        |
| Pos. | Equipos               | Puntajes | PJ       | PG       | PP       | 3-0        | 3-1        | 3-2        | 2-3        | 1-3        | 0-3        | SG   | SP   | Ratio | PG     | PP     | Ratio  | Detalle                        |
| ---- | --------------------- | -------- | -------- | -------- | -------- | ---------- | ---------- | ---------- | ---------- | ---------- | ---------- | ---- | ---- | ----- | ------ | ------ | ------ | ------------------------------ |
| 1°   | USMP                  | 9        | 3        | 3        |          | 3          |            |            |            |            |            | 9    |      | MÁX.  | 225    | 108    | 2.083  | Clasificados a la Segunda Fase |
| 2°   | Sumak Selva           | 6        | 3        | 2        | 1        | 1          | 1          |            |            |            | 1          | 6    | 4    | 1.50  | 206    | 218    | 0.945  | Clasificados a la Segunda Fase |
| 3°   | Real Mariscal Cáceres | 3        | 3        | 1        | 2        |            | 1          |            |            |            | 2          | 3    | 7    | 0.43  | 194    | 233    | 0.833  | Eliminados                     |
| 4°   | Atlético Faraday      | 0        | 3        |          | 3        |            |            |            |            | 2          | 1          | 2    | 9    | 0.22  | 200    | 266    | 0.752  | Eliminados                     |

#### Resultados de la Serie A
| N.° | Fecha       | Hora  | Equipo 1         | Res. | Equipo 2              | Set 1 | Set 2 | Set 3 | Set 4 | Set 5 | Total |
| --- | ----------- | ----- | ---------------- | ---- | --------------------- | ----- | ----- | ----- | ----- | ----- | ----- |
| 2   | 19 de julio | 15:00 | Atlético Faraday | 1-3  | Sumak Selva           | 25-16 | 26-28 | 12-25 | 18-25 | x     | 81-94 |
| 3   | 19 de julio | 17:00 | USMP             | 3-0  | Real Mariscal Cáceres | 25-9  | 25-9  | 25-17 | x     | x     | 75-35 |
| 4   | 20 de julio | 13:00 | USMP             | 3-0  | Sumak Selva           | 25-18 | 25-5  | 25-14 | x     | x     | 75-37 |
| 6   | 20 de julio | 17:00 | Atlético Faraday | 1-3  | Real Mariscal Cáceres | 24-26 | 22-25 | 25-21 | 12-25 | x     | 83-97 |
| 8   | 21 de julio | 15:00 | Sumak Selva      | 3-0  | Real Mariscal Cáceres | 25-20 | 25-22 | 25-20 | x     | x     | 75-62 |
| 9   | 21 de julio | 17:00 | USMP             | 3-0  | Atlético Faraday      | 25-8  | 25-10 | 25-18 | x     | x     | 75-36 |

### Serie B
La Serie B contó con la participación de tres equipos: Túpac Amaru, Los Brillantes y Sport Performance. Los tres equipos jugaron una ronda de todos contra todos; los dos mejores pasaron a la Segunda Fase.

#### Clasificación
| Pos. | Equipos           | Puntajes | Partidos | Partidos | Partidos | Resultados | Resultados | Resultados | Resultados | Resultados | Resultados | Sets | Sets | Sets  | Puntos | Puntos | Puntos | Detalle                        |
| Pos. | Equipos           | Puntajes | PJ       | PG       | PP       | 3-0        | 3-1        | 3-2        | 2-3        | 1-3        | 0-3        | SG   | SP   | Ratio | PG     | PP     | Ratio  | Detalle                        |
| ---- | ----------------- | -------- | -------- | -------- | -------- | ---------- | ---------- | ---------- | ---------- | ---------- | ---------- | ---- | ---- | ----- | ------ | ------ | ------ | ------------------------------ |
| 1°   | ACD Túpac Amaru   | 6        | 2        | 2        |          | 2          |            |            |            |            |            | 6    |      | MÁX.  | 152    | 73     | 2.082  | Clasificados a la Segunda Fase |
| 2°   | Los Brillantes    | 3        | 2        | 1        | 1        | 1          |            |            |            |            | 1          | 3    | 3    | 1.00  | 125    | 110    | 1.136  | Clasificados a la Segunda Fase |
| 3°   | Sport Performance | 0        | 2        |          | 2        |            |            |            |            |            | 2          |      | 6    | 0.00  | 56     | 150    | 0.373  | Eliminado                      |

#### Resultados de la Serie B
| N.° | Fecha       | Hora  | Equipo 1          | Res. | Equipo 2          | Set 1 | Set 2 | Set 3 | Set 4 | Set 5 | Total |
| --- | ----------- | ----- | ----------------- | ---- | ----------------- | ----- | ----- | ----- | ----- | ----- | ----- |
| 1   | 19 de julio | 13:00 | ACD Túpac Amaru   | 3-0  | Los Brillantes    | 25-9  | 27-25 | 25-16 | x     | x     | 77-50 |
| 5   | 20 de julio | 15:00 | ACD Túpac Amaru   | 3-0  | Sport Performance | 25-3  | 25-12 | 25-8  | x     | x     | 75-23 |
| 7   | 21 de julio | 13:00 | Sport Performance | 0-3  | Los Brillantes    | 9-25  | 13-25 | 11-25 | x     | x     | 33-75 |

## Segunda Fase: Cuadrangular Final
La Segunda Fase se jugó con la participación de los dos mejores equipos de la Serie A y los dos mejores equipos de la Serie B. Los cuatro equipos jugaron una ronda de todos contra todos. Los tres mejores equipos de este Cuadrangular Final lograron ascender a la Liga Nacional Superior de Voleibol Femenino 2022-23. 

### Clasificación
| Pos. | Equipos         | Puntajes | Partidos | Partidos | Partidos | Resultados | Resultados | Resultados | Resultados | Resultados | Resultados | Sets | Sets | Sets  | Puntos | Puntos | Puntos | Detalle                       |
| Pos. | Equipos         | Puntajes | PJ       | PG       | PP       | 3-0        | 3-1        | 3-2        | 2-3        | 1-3        | 0-3        | SG   | SP   | Ratio | PG     | PP     | Ratio  | Detalle                       |
| ---- | --------------- | -------- | -------- | -------- | -------- | ---------- | ---------- | ---------- | ---------- | ---------- | ---------- | ---- | ---- | ----- | ------ | ------ | ------ | ----------------------------- |
| 1°   | USMP            | 9        | 3        | 3        |          | 3          |            |            |            |            |            | 9    |      | MÁX   | 225    | 109    | 2.064  | Ascienden a la LNSV 2022-23   |
| 2°   | ACD Túpac Amaru | 6        | 3        | 2        | 1        | 2          |            |            |            |            | 1          | 6    | 3    | 2.00  | 199    | 177    | 1.125  | Ascienden a la LNSV 2022-23   |
| 3°   | Sumak Selva     | 3        | 3        | 1        | 2        | 1          |            |            |            |            | 2          | 3    | 6    | 0.50  | 171    | 203    | 0.842  | Ascienden a la LNSV 2022-23   |
| 4°   | Los Brillantes  | 0        | 3        |          | 3        |            |            |            |            |            | 3          |      | 9    | 0.00  | 119    | 225    | 0.529  | No asciende a la LNSV 2022-23 |

### Resultados
| N.° | Fecha       | Hora  | Equipo 1        | Res. | Equipo 2        | Set 1 | Set 2 | Set 3 | Set 4 | Set 5 | Total |
| --- | ----------- | ----- | --------------- | ---- | --------------- | ----- | ----- | ----- | ----- | ----- | ----- |
| 10  | 22 de julio | 13:00 | USMP            | 3-0  | Los Brillantes  | 25-14 | 25-6  | 25-10 | x     | x     | 75-30 |
| 11  | 22 de julio | 15:00 | ACD Túpac Amaru | 3-0  | Sumak Selva     | 27-25 | 25-19 | 25-20 | x     | x     | 77-64 |
| 12  | 23 de julio | 14:00 | USMP            | 3-0  | Sumak Selva     | 25-18 | 25-3  | 25-11 | x     | x     | 75-32 |
| 13  | 23 de julio | 16:00 | ACD Túpac Amaru | 3-0  | Los Brillantes  | 25-8  | 25-14 | 25-16 | x     | x     | 75-38 |
| 14  | 24 de julio | 13:30 | Sumak Selva     | 3-0  | Los Brillantes  | 25-17 | 25-18 | 25-16 | x     | x     | 75-51 |
| 15  | 24 de julio | 15:30 | USMP            | 3-0  | ACD Túpac Amaru | 25-17 | 25-18 | 25-12 | x     | x     | 75-47 |

## Podio del Torneo Reclasificatorio 2022
|                         |                         |                         |
| USMP                    | ACD Túpac Amaru         | Sumak Selva             |
| Ascendió a LNSV 2022-23 | Ascendió a LNSV 2022-23 | Ascendió a LNSV 2022-23 |
| Medalla de oro          | Medalla de plata        | Medalla de bronce       |